# Horas Schmerle
Die Horas Schmerle (Yasuhikotakia morleti, Syn.: Botia horae, Botia morleti), auch Aalstrichschmerle oder Mausschmerle genannt, ist ein karpfenartiger Fisch aus der Familie der Prachtschmerlen. Er wird als Süßwasserzierfisch in Aquarien gehalten.

## Merkmale
Die aus den Flüssen Thailands und Malaysias stammende Horas Schmerle wird etwa 6 bis 10 cm lang und kann ein Alter von bis zu 20 Jahren erreichen. Ist äußerlich eher unscheinbar und besitzt einen Dorn unter dem Auge. Sie ernährt sich hauptsächlich von Schnecken und Insekten bzw. deren Larven. 

## Aquaristik
Das Aquarium sollte mit einigen Unterschlupfmöglichkeiten wie übereinander gelegten Steinen und Wurzeln ausgestattet sein. Außerdem sollte der Boden aus Sand oder feinem Kies bestehen, da der Fisch mit Vorliebe den Boden umgräbt. Als Nahrung bevorzugt die Horas Schmerle neben Schnecken vor allem Frost- oder Lebendfutter, beispielsweise Mückenlarven.